# 賴怡忠
賴怡忠（I-Chung Lai，1966年3月17日—），台灣嘉義縣人。1988年國立成功大學物理系畢業，1994至1999年為康乃爾大學訪問學者，1999年獲維吉尼亞理工大學博士。曾任北美洲台灣學生社發言人、北美洲台灣研究學會副會長、民主進步黨駐美代表處主任、台北駐日本經濟文化代表處代表室主任、台灣智庫國際部主任、民進黨中國事務部主任、民進黨國際事務部副主任、台灣智庫副執行長、《玉山電報》「台灣安全鐘」召集人，現任兩岸交流遠景基金會執行長。
賴怡忠對台灣海峽兩岸關係立場主張聯合美國與日本對抗中華人民共和國，2006年就任民進黨中國事務部主任後曾就此與時任國民黨文傳會主委鄭麗文在報刊進行交鋒。
2007年12月22日，針對美國反對入聯公投一事，賴怡忠批評，每到臺灣重要選舉時刻，美國就依照自身國家利益反對臺灣內部依法進行的民主進程，已讓臺灣人民對美國的好感度日益降低；臺灣人民看到的是，美國口口聲聲喊民主，卻把臺灣民主當成臺海問題的變數，跟中華人民共和國同一鼻孔出氣，進而限制民主，達到自認為「穩定臺海」的目的，使得臺灣與美國的共同核心價值漸行漸遠。但此類論點早已在2007年9月11日被美國國務院亞太副助理國務卿柯慶生（Thomas J. Christensen）駁斥。

## 外部連結
- （英文） http://www.peaceforum.org.tw/onweb.jsp?webno=33333332:;&webitem_no=733%5B%5D